# Motor City Machine Guns
I Motor City Machine Guns sono un tag team di wrestling sotto contratto con la WWE composto da Alex Shelley e Chris Sabin.
Sono uno dei tag team più vincenti della storia del wrestling, hanno ottenuto tre volte il TNA World Tag Team Championship, una volta il ROH World Tag Team Championship, una volta il Strong Openweight Tag Team Championship, una volta il IWGP Junior Heavyweight Tag Team Championship e una volta il WWE Tag Team Championship.

## Storia

### Origini
Nel 2006 Shelley e Sabin hanno iniziato a fare coppia nella Pro Wrestling ZERO1 detenendo l'NWA International Lightweight Tag Team Championship per quasi due anni. Negli Stati Uniti hanno continuato come tag team in diverse federazioni indipendenti, come la Pro Wrestling Guerrilla e la Ring of Honor, prima del loro trasferimento definitivo nella Total Nonstop Action Wrestling.

### Ring of Honor (2007–2008; 2010; 2016–2018)
Debuttarono nella Ring of Honor il 30 marzo 2007 a Detroit, loro città natale sotto il nome "Murder City Machine Guns", sfidando e poi attaccando Jay e Mark Briscoe, dopo che questi avevano appena vinto il ROH World Tag Team Championship da Naruki Doi e Shingo. Il 28 aprile a Chicago, a Good Times, Great Memories lottarono contro i fratelli Briscoe, ma non riuscirono a conquistare i titoli. Dopo l'evento, terminò l'accordo con la TNA e di conseguenza non gli fu più possibile esibirsi per la Ring of Honor.

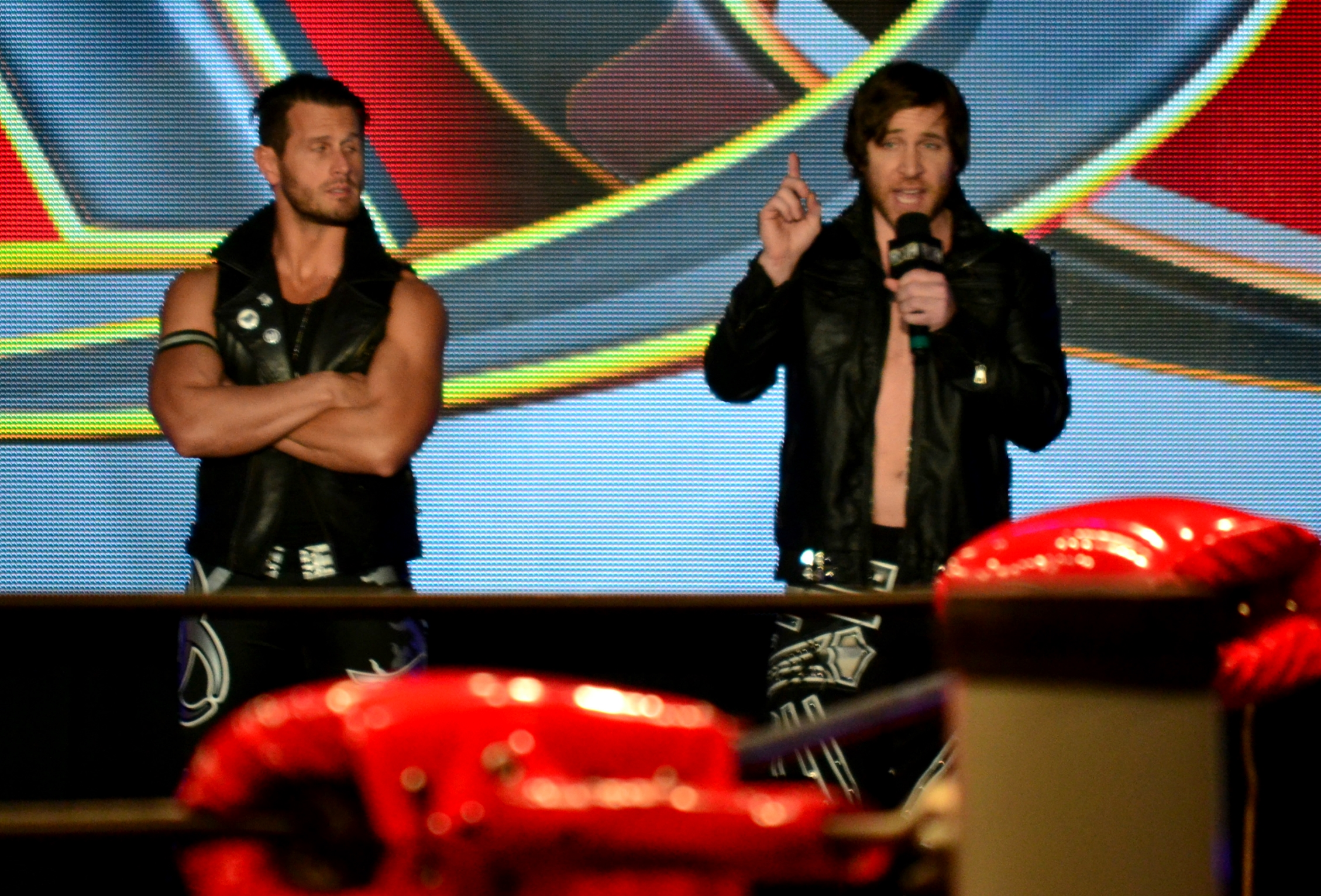
I Motor City Machine Guns nel 2016

Nell'aprile 2008 Shelley e Sabin tornarono alla Ring of Honor, perdendo contro Tyler Black e Jimmy Jacobs e sconfiggendo i Briscoe Brothers rispettivamente il 18 e il 19.
Ritornarono ancora una volta nell'agosto 2008 e il 1º agosto, combatterono contro Austin Aries e Bryan Danielson in un match dal limite di tempo di venti minuti, terminato in pareggio dopo i cinque minuti supplementari. Il giorno dopo furono sconfitti da Kevin Steen e El Generico quando Steen costrinse Sabin alla resa, sottomettendolo alla Sharpshooter.
Il 13 febbraio 2010, la Ring of Honor annunciò a 8th Anniversary Show, che i Motor City Machine Guns sarebbero tornati nella compagnia l'8 maggio e che avrebbero avuto un'altra opportunità titolata per i titoli di coppia detenuti da Chris Hero e Claudio Castagnoli, ma all'evento funono sconfitti per squalifica, grazie alle interferenze dei Briscoe Brothers.
Il 26 febbraio 2016, al 14th Anniversary Show, Sabin e Shelley riformarono i Motor City Machine Guns, quando il primo si rivoltò contro Christopher Daniels (suo compagno nei Knights of the Rising Dawn), aiutando Shelley a sconfiggerlo in un single match. Alle registrazioni di Ring of Honor Wrestling del giorno successivo, Sabin e Shelley sconfissero gli Addiction, tag team formato da Daniels e Frankie Kazarian. Ciò portò i due a sfidare senza successo gli Addiction per il ROH World Tag Team Championship il 24 giugno a Best in the World '16. Il 30 settembre a All Star Extravaganza VIII, i Motor City Machine Guns presero parte a un match a tre per il ROH World Tag Team Championship, che fu vinto dagli Young Bucks che includeva anche i campioni in carica Addiction. Sabin e Shelley formarono quindi una stable chiamata "Search and Destroy" con Jay White e Jonathan Gresham.
Il 22 settembre 2017, a Death Before Dishonor XV, i MCMG sconfissero gli Young Bucks e vinsero per la prima volta il ROH World Tag Team Championship. Mantennero i titoli fino al 9 marzo 2018, quando li persero contro i Briscoe Brothers a ROH 16th Anniversary Show. A giugno, Shelley subì un infortunio e rimase fuori dalle scene fino al 20 luglio 2018, quando annunciò il ritiro dal ring. Questo espediente fu messo in atto per giustificare la sua assenza, visto che aveva lasciato la ROH in seguito alla scadenza del contratto.

### New Japan Pro-Wrestling (2009, 2010, 2016, 2022–2024)
Il 4 gennaio 2009, a Wrestle Kingdom III debuttarono nella New Japan Pro-Wrestling sconfiggendo Tetsuya Naito e Yujiro, conquistando l'IWGP Junior Heavyweight Tag Team Championship. Diventarono il secondo team gaijin a vincere il titolo dopo il duo formato da American Dragon e Curry Man. Dopo aver difeso con successo il titolo per tre volte, lo persero il 5 luglio a Circuit 2009 New Japan Soul contro Prince Devitt e Ryusuke Taguchi.
L'8 novembre 2010, la NJPW annunciò che i Motor City Machine Guns sarebbero tornati il mese successivo, lottando negli eventi dell'11 e del 12 dicembre. Nella prima serata furono sconfitti da Tetsuya Naito e Yujiro, mentre il giorno seguente sconfissero Prince Devitt e Ryusuke Taguchi.
Tornarono il 21 agosto 2016, dove sfidarono senza successo gli Young Bucks per l'IWGP Junior Heavyweight Tag Team Championship.
Dopo aver sconfitto gli Aussie Open, all'epoca detentori dello Strong Openweight Tag Team Championship nell'episodio di Impact del 22 settembre 2022, il 28 ottobre tornarono nella New Japan Pro-Wrestling a Rumble on 44th Street. All'evento, il duo sconfisse gli Aussie Open e DKC e Kevin Knight e gli strapparono i titoli. Persero i titoli il 15 aprile 2023 a Capital Collision contro gli stessi Aussie Open, in un three-way tag team match che vedeva coinvolti anche il team formato da Hiroshi Tanahashi e Kazuchika Okada.

### Ritorno in TNA (2020–2021, 2022–2024)
Il 18 luglio 2020, a Slammiversary, i Motor City Machine Guns ritornano a Impact Wrestling sconfiggendo i Rascalz formati da Zachary Wentz e Dezmond Xavier. La settimana seguente hanno sconfitto Ethan Page e Josh Alexander conquistando l'Impact World Tag Team Championship. Dopo aver difeso i titoli in due occasioni, li persero a Bound for Glory dove Sabin fu lasciato solo a difendere i titoli dopo l'infortunio di Shelley prima del match. Shelley rimase fuori per i due mesi successivi, ma al suo ritorno emerse il problema che l'atleta non aveva fatto il vaccino per il COVID-19. Per questo nel settembre del 2021 Shelley ha annunciato di aver lasciato la federazione, ma non ha escluso un ritorno in futuro.
Nell'episodio del 10 marzo 2022 di Impact, i Motor City Machine Guns si sono riuniti quando Sabin ha aiutato Shelley nella sua faida con il loro ex protetto Jay White, portando a un match contro White e Chris Bey nell'episodio del 17 marzo. Il 9 dicembre 2022, hanno sconfitto Heat e Rhino, conquistando l'Impact World Tag Team Championship. Mantennero i titoli fino al 2 marzo 2023, quando li persero contro i membri del Bullet Club Ace Austin e Chris Bey, concludendo il loro regno dopo 78 giorni.
Lottarono il loro ultimo match in TNA, nelle registrazioni del 23 marzo 2024 di Impact, dove persero un match contro Eddie Edwards e Brian Myers. Il 1º aprile terminò il loro contratto e lasciarono la compagnia.

### All Elite Wrestling (2022)
Il 4 settembre 2022 il duo debuttò a All Out, evento della All Elite Wrestling, combattendo insieme a Jay Lethal contro gli FTR e Wardlow in un six-man tag team match, dove però ne sono usciti sconfitti.

### WWE (2024–presente)
Nel settembre del 2024 hanno firmato un contratto con la WWE.
Il loro esordio avviene nella puntata di SmackDown del 18 ottobre dove hanno battuto gli A-Town Down Under e i Los Garzas. Lo stesso giorno firmano ufficialmente per il roster di SmackDown. La settimana seguente prima sconfiggono i #DIY e poi, nel main event, Tonga Loa e Tama Tonga, vincendo i WWE Tag Team Championship, grazie anche l'interferenza degli Usos. Nella puntata di SmackDown del 15 novembre, misero in palio i titoli contro gli Street Profits, ma il match fini in squalifica dopo l'interferenza di Tommaso Ciampa. Persero i titoli il 6 dicembre proprio contro i #DIY, tentarono di recuperarli un mese più tardi alla Royal Rumble ma furono sconfitti a causa dell'interferenza degli Street Profits e il 2 aprile in un TLC che comprendeva anche le altre due coppie già citate ma a vincere fu il team composto da Montez Ford e Angelo Dawkins.

## Titoli e riconoscimenti
- All American Wrestling
  - AAW Tag Team Championship (1)[55]
- City Championship Wrestling
  - CCW Tag Team Championship (1)[56]
- Deadlock Pro-Wrestling
  - DPW Worlds Tag Team Championship (1)[57]
- Game Changer Wrestling
  - GCW Tag Team Championship (1)[58]
- New Japan Pro-Wrestling
  - IWGP Junior Heavyweight Tag Team Championship (1)[59]
  - Strong Openweight Tag Team Championship (1)[60]
- Pro Wrestling Illustrated
  - Tag Team of the Year (2010)[61]
- Pro Wrestling Zero1-Max
  - NWA International Lightweight Tag Team Championship (1)[62]
- Ring of Honor
  - ROH World Tag Team Championship (1)[63]
- Total Nonstop Action Wrestling
  - TNA World Tag Team Championship (3)[64]
- WWE
  - WWE Tag Team Championship (1)[65]